# 紀元前809年
紀元前809年（きげんぜん809ねん）は、西暦による年。

## 他の紀年法
- 干支 : 壬辰
- 中国
  - 周 - 宣王19年
  - 魯 - 懿公7年
  - 斉 - 文公7年
  - 晋 - 穆侯3年
  - 秦 - 荘公13年
  - 楚 - 熊徇13年
  - 宋 - 恵公22年
  - 衛 - 武公4年
  - 陳 - 釐公23年
  - 蔡 - 釐侯元年
  - 曹 - 戴伯17年
  - 燕 - 釐侯18年
- 朝鮮
  - 檀紀1525年
- ユダヤ暦 : 2952年 - 2953年
- アッシリア暦 : 3942年
- 人類紀元 : 9192年